# Teymur Məmmədov
Teymur Füzuli oğlu Məmmədov (* 11. Januar 1993 in Baku) ist ein ehemaliger aserbaidschanischer Boxer im Schwergewicht. 

## Boxkarriere
Məmmədov wurde 2010 nationaler Meister im Halbschwergewicht, sowie in den Jahren 2011, 2013, 2015, 2016 und 2017 nationaler Meister im Schwergewicht. Sein erster großer Erfolg war der Gewinn der Europameisterschaft 2011 in Ankara, wobei er im Finalkampf des Schwergewichts vorzeitig gegen Terwel Pulew gewann. Er konnte anschließend an der Weltmeisterschaft 2011 in Baku teilnehmen und erreichte dort unter anderem mit Siegen gegen José Larduet und Wang Xuanxuan das Finale der Schwergewichtsklasse, wo er beim Kampf um die Goldmedaille gegen Oleksandr Ussyk unterlag. Mit diesem Erfolg war er automatisch für die Olympischen Spiele 2012 in London qualifiziert und erreichte dort im Schwergewicht nach Siegen gegen Jai Opetaia und Sjarhej Karnejeu, sowie einer Niederlage im Halbfinale gegen Clemente Russo, den Gewinn einer Bronzemedaille.
Im Schwergewichts-Finale der Europameisterschaft 2013 in Minsk verlor er gegen Alexei Jegorow und im Schwergewichts-Halbfinale der Weltmeisterschaft 2013 in Almaty gegen Clemente Russo, hatte jedoch zuvor unter anderem Erislandy Savón besiegt.
2015 gewann er im Halbschwergewicht die Europaspiele in Baku, wobei er unter anderem Joshua Buatsi, Peter Müllenberg, Pawel Siljagin und Valentino Manfredonia besiegen konnte. Bei der Weltmeisterschaft 2015 in Doha verlor er dann im Achtelfinale des Halbschwergewichts gegen Pawel Siljagin. Nach dem Gewinn des Qualifikationsturnieres in Baku nahm er im Halbschwergewicht an den Olympischen Spielen 2016 in Rio de Janeiro teil und war dabei auch Fahnenträger seiner Nation während der Eröffnungszeremonie. Nachdem er Denys Solonenko und Peter Müllenberg geschlagen hatte, war er im olympischen Viertelfinale gegen Ädilbek Nijasymbetow auf einem fünften Platz ausgeschieden.
2017 gewann er im Schwergewicht mit einem Finalsieg gegen Burak Akşın noch die Islamic Solidarity Games in Baku.